# Tampon TBE
Pour les articles homonymes, voir TBE.
Le tampon TBE (pour tris, borate, EDTA) est un tampon de migration utilisé en électrophorèse et composé de tris, d'acide borique et d'EDTA.

## Concentration
- TBE 10x : solution mère concentrée dix fois, à diluer pour obtenir la concentration désirée.
- TBE 0,5x : solution prête à l'emploi.

## Préparation
Pour la préparation d'un tampon TBE (1x) au pH 8,0 peser :
- 10,78 g (89 mmol) de tris (CAS#37186) ;
- 5,50 g (89 mmol) d'acide borique (CAS#11280) ;
- 0,58 g (2 mmol) d'EDTA disodium salt (CAS#39761).

Mettre dans une fiole jaugée et mettre la quantité suffisante d'eau distillée pour obtenir un litre de tampon.
Pour une concentration 10x, multiplier les quantités de produits par 10.

## Données sécurité
- Classe de danger Xi (irritant)
- Phrases de risque 36/37/38
- Phrases de sécurité 26-36